# Мина Караџић
Вилхелмина (Мина) Караџић Вукомановић (Беч, 30. јун/12. јул 1828 — Беч, 12. јун 1894) била је српска сликарка и књижевница. Мина Караџић је једна од три сликарке (поред Катарине Ивановић и Полексије Тодоровић) које су радиле у Србији у 19. веку. Њено сликарско дело чини око педесет радова.

## Биографија
Она је кћерка и седмо дете Вука Стефановића Караџића и Бечлијке Ане Марије Краус. Њени родитељи Вук и Ана имали су тринаесторо деце од којих су сви, осим Мине и Димитрија, умрли у детињству и раној младости до 1852. године (Милутин, Милица, Божидар, Василија, двоје некрштених, Сава, Ружа, Амалија, Александрина). Вилхелмина - Мина и Димитрије рођени су истог дана са размаком од осам година (12. јул 1828. и 1836). Димитрије је био кадет Инжињерске академије у Клостербруку.
Рођена је у Бечу са крштеним именом Вилхемна и одрасла је у кући у коју су долазиле многе познате личности српске културе тога доба, пријатељи и сарадници њеног оца који су чинили српску и европску умну елиту 19. века: Бранко Радичевић, Ђуро Даничић, прота Матеја Ненадовић, Његош, кнез Михаило Обреновић, Стеван Книћанин, сликари Урош Кнежевић, Аксентије Мародић, Стева Тодоровић, Димитрије Тирол, патријарх Јосиф Рајачић, црногорски кнез Данило као и Јакоб Грим, историчар Леополд Ранке, Павел Шафарик, руски научник Срезњевски, и многи други. Осим немачког језика који је био примаран у њиховом дому научила је рано француски, а потом и италијански, а од 15. године је почела да учи и српски, а од 19. године енглески језик. Ишла је на часове клавира и сликарства. Часове музике држао јој је Густав Гросман. О њеном образовању бринуо се и Јернеј Копитар, који јој је поклањао књиге немачких, француских и енглеских писаца. Од 1843. године почиње да пише поезију и прозу, али и да преводи српске народне умотворине на немачки језик којих је било укупно 1.200.
Мина је вредно учила - најпре цртање, код капелана Јозефа Пфајфера, а средином 50-их година наставила је усавршавање у атељеу Фридриха Шилхера, затим код живописца Грубера. Као једна од ретко образованих жена свог доба путовала је по европи и помагала своме оцу као секретар у пословима. Путујући са оцем, посетила је галерије у Венецији (1847), Берлину (1849. и 1854), Дрездену (1854). Желела је да се усавршава у Петрограду, али није успела да добије стипендију.
Са тридесетак година већ је ушла у Кукуљевићев „Словник умјетниках југославенских“, недуго затимо и у Вурцбахов „Биографски лексикон“, а почетком 20. века нашла се међу 216 знаменитих Срба у делу „Знаменити Срби XIX века“ Андре Гавриловића.
1850. године први пут са оцем путује у Србију како би дочекала енглескињу Лујзу Кер и била јој преводилац. Тад је упознала и песникињу Милицу Стојадиновић Српкињу. Милица постаје Вукова сарадница у прикупљању народних песама и приповетки, као и српских народних обичаја и већ наредне године посећује Мину у Бечу.
У мају 1858. године са мајком и оцем, допутовала је бродом из Беча у Земун. У Београду је прешла из католичке у православну веру и добила име Милица. Прво се верила са младим руским доктором медицине Флором Огњевним, племићем, али накнадно сазнање да породица Огњев нека довољну материјалну стабилност доводи до раскида веридбе. Касније је без знања родитеља прихватила просидбу, а касније и удала за сиромашног братанца кнегиње Љубице, професора књижевности на београдском Лицеју Алексу Вукомановића (1826—1859). Њени родитељи нису били сагласни за Мининог изабраника првенствено због православне вере и болести њеног вереника, као и његовог финансијског стања. Венчање је ипак одржано у Саборној цркви 18/30. маја 1858. године. Алекса је умро крајем 1859. после годину и по дана брака, био је оболео „од очију“. Имали су сина Јанка, који је васпитаван у руском кадетском корпусу - за официра. Мина и Јанко су крајем септембра 1860. године из Београда отишли у Беч због теже финансијске ситуације, а пре тога Мина одбија понуду кнегиње Јулије да остане у Београду као управитељка женске школе. После неког времена умро јој је и отац Вук (1864). године. Затим се више година бринула о тешко болесној мајци Ани. Ана Краус (1798—1876) је 1868. године имала мождани удар, од кога јој се одузела десна страна и моћ говора, Мина је неговала до краја живота 11. августа 1876. године.
Син Јанко је имао непуна три месеца када је 1859. године остао без оца. Ниже школе је учио у Бечу, да би заузимањем руског проте Рајевског и Срба из Беча отишао је у Русију на школовање. Уписао се у "Паженкор" у Петрограду, одакле је 1876. дошао као добровољац у Србију, и учествовао у српско-турском рату где је добио медаљу за храброст. Вратио се потом у Русију, где је умро 1879. године. Годину дана након тога Мина се враћа пословима око Вукове заоставштине и објављује његове радове у Бечу, Београду и Петрограду.
1882. године уступа Министарству просвете Србије право на издавање Вукових дела за доживотну годишњу ренту од 6.000 динара у злату.
Овим догађајима додаје се и смрт њеног јединог брата Димитрија Караџића (1836—1883) у Петрограду. После тога Мина је остала као једини потомак Вука Караџића, и са њом је 1894. године угашена Вукова лоза.
Превела је књигу „Српских народних приповједака“ на немачки језик, а Вук је тај превод посветио Јакобу Гриму који је написао предговор и навео Мину као преводиоца. Писала је стихове и прозу. Била је у пријатељству са песникињом Милицом Стојадиновић Српкињом.
Умрла је 12. јуна 1894. године у Бечу од уремије. О државном трошку пренета је у Београд и сахрањена у гроб њеног мужа Алексе на Ташмајдану. Почетком 20. века њихове кости заједно са синовљевим су пренете у Савинац код Горњег Милановца где су сахрањене у крипти породичне цркве Вукомановића.
Била је у преписци са многим личностима свог времена. Део тих писама је преведен са немачког и објављен у књизи „Писма Мине Караџић Вукомановић“, изабрао и приредио Голуб Добрашиновић, издавачи Рад и Културно-просветна заједница Србије, Београд 1997. године, 189 страна.  978-86-09-00511-4.
Мини је посвећена и једна од најпознатијих Бранкових песама „Певам дању, певам ноћу”.
У Бечу је 2021. године Аустријско-српско културно друштво „Вилхелмина Мина Караџић” поставило спомен-плочу њој у част.

## Сликарски рад
Њено сликарско дело чини педесетак радова, углавном су то портрети у уљу, акварели и цртежи кредом. Радове није ни потписивала, ни датирала. Портретисала је особе са којима се сретала свакодневно, у кући родбину, ликове, пријатеље, децу, госте, војводе из Црне Горе, депутирце из Босне, као и важне личности српске историје. Сликала је и копирала и религиозне мотиве. Имала је амбиције да настави школовање у Француској и Италији, али до тога није дошло из материјалних разлога.
Према речима историчара сликарства, њене слике су зрење грађанског бидермајерског класицизма, оплемењеног топлом хроматиком, венецијанском црвеном.
Најпознатије слике: 
- Аутопортрет
- Портрет брата Димитрија
- Старица са белом капом
- Марко Краљевић са топузом
- Марко Краљевић са шестоперцем
- Млади црнац
- Црногорац
- Грчки делија
- Бошњак са црвеним саруком
- Портрет девојчице са црвеном марамом
- Девојчица у карираној хаљини
- Женски портрет
- Старац са дугом косом
- Младић с брадом

## Галерија
- Аутопортрет
- Портрет брата Димитрија
- Млади Црногорац
- Марко Краљевић са топузом